# Michael Traut
Michael Andreas Traut (* 18. Dezember 1964 in Tübingen) ist ein Generalmajor der Luftwaffe der Bundeswehr. Seit September 2021 ist er Kommandeur des Weltraumkommandos der Bundeswehr.

## Militärischer Werdegang
Beförderungen
- 1988 Leutnant
- 1991 Oberleutnant
- 1996 Hauptmann
- 1999 Major
- 2002 Oberstleutnant
- 2008 Oberst
- 2013 Brigadegeneral
- 2021 Generalmajor

Im Jahre 1983 trat Traut als Grundwehrdienstleistender in die Luftwaffe der Bundeswehr ein. 1984/85 nahm er am 52. Lehrgang Offizieranwärter des Truppendienstes in der Luftwaffe (OATrDLw) an der Offizierschule der Luftwaffe in Fürstenfeldbruck teil und studierte 1985/86 am Fachbereich Informatik der Universität der Bundeswehr München in Neubiberg. Von 1986 bis 1988 war er Systemoperator und Programmierer im Materialamt der Luftwaffe in Köln.
Danach wurde er beim Fernmelderegiment 33 in Goch zum Radarleitoffizier ausgebildet und verwendet. Von 1990 bis 1992 war er Lehroffizier Radarleitung in der Technischen Schule der Luftwaffe 1 in Erndtebrück. Im Anschluss war er Radarleit-, Luftlage- und Einsatzführungsoffizier ebendort.
Von 1997 bis 1999 absolvierte er den 42. Lehrgang Generalstabsdienst National Luftwaffe an der Führungsakademie der Bundeswehr in Hamburg und 1999/2000 den Advanced Command and Staff Course No. 3 am Joint Services Command and Staff College in Bracknell (MA in Defence). 2000 wurde er Dezernent Grundsatzangelegenheiten Rüstung in der Abteilung Luftwaffenrüstung im Luftwaffenamt in Köln. 2002 wechselte er als Referent Konzeptionelle Grundlagen in den Führungsstab der Luftwaffe nach Bonn. Von 2005 bis 2007 war er Kommandeur des Einsatzführungsbereichs 4 in Aurich. 2007 war er Kommodore Einsatzgeschwader Mazar-e Sharif in Afghanistan. Im selben Jahr wurde er als Gruppenleiter in das Luftwaffenführungskommando nach Köln versetzt. Von 2010 bis 2013 war er Referatsleiter im Führungsstab der Streitkräfte in Bonn.
Von 2013 bis 2016 war er Abteilungsleiter Ausbildung Streitkräfte im Kommando Streitkräftebasis in Bonn, bevor er am 21. September 2016 das Kommando über die Offizierschule der Luftwaffe von Brigadegeneral Bernhardt Schlaak übernahm. Dieses übergab er am 14. August 2020 an Brigadegeneral Stefan Scheibl. Anschließend war er Lehrgangsteilnehmer am Royal College of Defence Studies in London, Großbritannien.
Am 27. September 2021 wechselte er zum Zentrum Luftoperationen und übernahm den Posten Leiter des Bereich Nationale Führung und Kommandeur des Weltraumkommando der Bundeswehr in Uedem. Seit dem 1. April 2023 ist das Weltraumkommando der Bundeswehr eine eigenständige Kommandobehörde der Luftwaffe und Traut fungiert weiterhin als Kommandeur dieser Dienststelle.

## Privates
Traut ist verheiratet und Vater zweier Töchter.